# 恋力
「恋力」（こひぢから）は、2013年2月6日に発売された中西りえの2枚目のシングル。

## 批評
CDジャーナルは、「風来坊を愛した女の恋心、しかしそこは中西、ただの“待つ女”ではなく、くやしいはがゆいと地団駄を踏むところがモダン。」と批評した。

## 収録曲
- 両楽曲共に、作詞：松野勇氣、作曲：新井利昌、編曲：竜崎孝路

1. 恋力（4分7秒）
2. 鴎屋の大将（3分56秒）
3. 恋力（オリジナル・カラオケ）
4. 鴎屋の大将（オリジナル・カラオケ）
5. 恋力（一般用カラオケ・半音下げ）
6. 鴎屋の大将（一般用カラオケ・半音下げ）